# Secret Garden (serie televisiva)
Secret Garden (시크릿 가든?, Sikeurit gadeunLR) è una serie televisiva sudcoreana trasmessa su SBS dal 13 novembre 2010 al 16 gennaio 2011.

## Trama
La storia narra la doppia vicenda di Gil La-im e Kim Joo-won: la prima è una giovane donna che lavora come controfigura delle star nelle scene più pericolose dei film, ma le sue capacità attoriali e l'abilità sportiva sono oggetto d'invidia tra le attrici più famose, mentre il secondo è un arrogante ed eccentrico direttore amministrativo (rampollo della proprietaria d'una catena di negozi) di un'azienda d'abbigliamento multinazionale, che fa ogni sforzo possibile per mantenere un'immagine di perfezione apparente sopra di sé. Il loro incontro casuale scatenerà una serie di eventi a catena.
Inizialmente Joo-won cerca di nascondere perfino a se stesso la crescente attrazione che prova nei confronti di lei, un fatto che lo confonde e turba profondamente. I suoi sentimenti rimangono confusi per la maggior parte del tempo, tanto che riesce a combinare un sacco di guai anche quando invece vorrebbe soltanto aiutare. A complicare ulteriormente le cose, a causa di una speciale pozione ognuno dei due si trova imprigionato nel corpo dell'altro. Joo-won si trova così a dover sperimentare le difficoltà della vita di La-im, e ciò contribuisce a farlo maturare, mentre lei acquisisce la consapevolezza che il mondo dei ricchi non è così bello come può apparire in superficie.

## Personaggi

### Personaggi principali
- Gil La-im, interpretata da Ha Ji-won.
Trent'anni, è una stuntwoman povera e umile, coraggiosa e leale, esperta in una vasta gamma di acrobazie. Il suo rapporto con Joo-won si mantiene sempre teso e segnato da innumerevoli contrasti, dovuti principalmente al differente modo di rapportarsi con la vita, data la loro antitetica provenienza sociale e la diversa educazione. Vive in affitto in un appartamento sgangherato; ha perso il padre, che lavorava come vigile del fuoco quando ancora frequentava il liceo. È una grande fan di Oska. La pronuncia del suo nome in coreano gioca sull'assonanza con il termine inglese "lime", che è anche il colore delle cuffie che porta nei primi episodi.
- Kim Joo-won, interpretato da Hyun Bin.
Trentaquattro anni, è l'impertinente, egoista e arrogante amministratore di un lussuoso centro commerciale. Comanda a bacchetta tutti i membri del suo staff ed è capace di essere molto crudele nei confronti dei sottoposti che non lo soddisfano pienamente. È riuscito a costruirsi un'immagine fasulla di uomo perfetto e implacabile. Soffre di claustrofobia e non può stare all'interno d'un ascensore fin da quando ne rimase intrappolato 13 anni prima con l'edificio in fiamme: fu salvato da un vigile del fuoco che perse la vita al suo posto. Il trauma gli ha fatto perdere la memoria sull'evento.
- Choi Woo-young "Oska", interpretato da Yoon Sang-hyun.
Cugino di Joo-won, è una popolare pop star in declino ed è finanziato dalla famiglia. Un ricco e viziato playboy che fa perdere la testa a tutte le donne, vive nella casa vicina a Joo-won, in una zona residenziale di lusso immersa nel verde. Ha un rapporto fraterno, anche se altalenante, col cugino. È innamorato di Seul.
- Yoon Seul, interpretata da Kim Sa-rang.
Una ricca ereditiera, vecchia fiamma di Oska, con cui ingaggia un gioco di vendette per dei comportamenti poco corretti di cui è stata vittima durante la loro storia, arrivando anche a fidanzarsi con Joo-won. La rabbia di entrambi in realtà maschera l'amore che ancora provano l'uno per l'altra.
- Im Jong-soo, interpretato da Lee Phillip.
Capo della scuola di controfigure in cui lavora La-im, di cui è innamorato, insegna arti marziali. Ha studiato all'estero e parla fluentemente l'inglese.
- Han Tae-sun, interpretato da Lee Jong-suk.
Giovane musicista di talento che attira l'attenzione di Oska per le sue notevoli capacità vocali, è gay e ha una cotta per Oska. Ha un forte senso estetico e vive spensieratamente l'esistenza che il destino gli ha donato.
- Im Ah-young, interpretata da Yoo In-na.
Amica e convivente di La-im, lavora nel principale negozio della catena di cui è proprietario Joo-won.
- Moon Boon-hong, interpretata da Park Joon-geum.
Madre spietata e prepotente di Joo-won.
- Moon Yeon-hong, interpretata da Kim Ji-sook.
Madre di Oska e sorella della madre di Joo-won.
- Kim Sung-woo, interpretato da Kim Sung-oh.
Giovane segretario personale e tuttofare di Joo-won. Nonostante le innumerevoli idiosincrasie del capo, alla fine ne è affezionato. Ha una cotta per Im Ah-young.

### Personaggi secondari
- Kim Hee-won, interpretata da Choi Yoon-so.
Sorella di Joo-won.
- Moon Chang-soo, interpretato da Kim Sung-kyum.
Nonno di Joo-won.
- Park Bong-ho, interpretato da Lee Byung-joon.
Vicedirettore di Joo-won, trama nell'ombra per prenderne il posto.
- Park Bong-hee, interpretata da Sung Byung-sook.
Moglie di Chang-soo e nonna di Joo-won.
- Yoo Jong-heon, interpretato da Kim Gun.
Manager di Oska.
- Choi Dong-kyu, interpretato da Yoon Gi-won.
Il presidente della Oska Entertainment.
- Hwang Jung-hwan, interpretato da Jang Seo-won.
Collega di lavoro di La-im.
- Lee Ji-hyun, interpretata da Yoo Seo-jin.
La terapeuta di Joo-won.
- Padre di Ra-im, interpretato da Jung In-gi.
- Park Chae-rin, interpretata da Baek Seung-hee.

## Ascolti
| Episodio | Data di trasmissione | Dati TNMS           | Dati TNMS                  | Dati AGB            | Dati AGB                   |
| Episodio | Data di trasmissione | A livello nazionale | Area metropolitana di Seul | A livello nazionale | Area metropolitana di Seul |
| -------- | -------------------- | ------------------- | -------------------------- | ------------------- | -------------------------- |
| 1        | 13 novembre 2010     | 16,1%               | 16,5%                      | 17,2%               | 18,3%                      |
| 2        | 14 novembre 2010     | 15,0%               | 15,6%                      | 14,8%               | 16,0%                      |
| 3        | 20 novembre 2010     | 17,9%               | 18,9%                      | 18,2%               | 19,8%                      |
| 4        | 21 novembre 2010     | 20,0%               | 20,8%                      | 21,5%               | 24,1%                      |
| 5        | 27 novembre 2010     | 25,4%               | 26,3%                      | 23,6%               | 25,5%                      |
| 6        | 28 novembre 2010     | 25,2%               | 25,6%                      | 20,9%               | 22,9%                      |
| 7        | 4 dicembre 2010      | 24,2%               | 24,7%                      | 22,2%               | 24,1%                      |
| 8        | 5 dicembre 2010      | 24,6%               | 24,8%                      | 22,3%               | 24,3%                      |
| 9        | 11 dicembre 2010     | 27,0%               | 27,8%                      | 24,7%               | 27,0%                      |
| 10       | 12 dicembre 2010     | 28,0%               | 28,7%                      | 25,1%               | 27,5%                      |
| 11       | 18 dicembre 2010     | 27,0%               | 28,2%                      | 23,7%               | 25,3%                      |
| 12       | 19 dicembre 2010     | 28,2%               | 29,2%                      | 24,7%               | 27,3%                      |
| 13       | 25 dicembre 2010     | 24,4%               | 25,0%                      | 22,1%               | 23,3%                      |
| 14       | 26 dicembre 2010     | 26,5%               | 27,1%                      | 24,1%               | 26,1%                      |
| 15       | 1º gennaio 2011      | 23,0%               | 29,3%                      | 26,6%               | 29,5%                      |
| 16       | 2 gennaio 2011       | 23,9%               | 29,9%                      | 26,9%               | 29,9%                      |
| 17       | 8 gennaio 2011       | 23,8%               | 30,0%                      | 28,1%               | 30,5%                      |
| 18       | 9 gennaio 2011       | 27,4%               | 34,1%                      | 30,6%               | 33,0%                      |
| 19       | 15 gennaio 2011      | 29,1%               | 35,0%                      | 33,0%               | 35,3%                      |
| 20       | 16 gennaio 2011      | 31,4%               | 38,6%                      | 35,2%               | 37,9%                      |
| Media    | Media                | 24,4%               | 26,8%                      | 24,3%               | 26,9%                      |

## Colonna sonora
CD 1
1. That Woman (그 여자) – Baek Ji-young
2. You're My Spring (너는 나의 봄이다) – Sung Si-kyung
3. Reason (이유) – 4MEN
4. Here I Am – 4MEN feat. Mi
5. Appear (나타나) – Kim Bum-soo
6. One Woman – BeBe Mignon
7. I Can't (못해) – Mi
8. Scar (상처만) – BOIS
9. Appear (Ballad ver.) – Yoari
10. You're My Everything – Jung Ha-yoon
11. Here I Am (Piano ver.) – Mi
12. That Man (그 남자) – Hyun Bin

CD 2
1. That Man – Hyun Bin
2. Tears Stains (눈물자리) – Yoon Sang-hyun
3. Liar – Yoon Sang-hyun
4. Watching (바라본다) – Yoon Sang-hyun
5. Here I Am (Drama ver.) – Yoon Sang-hyun
6. Fairy Tale (동화) – Yiruma
7. Main Title
8. Lovely Oscar
9. Guardian Angel
10. Mystery Garden
11. Love Potion
12. My Darling Lime
13. Confusion
14. My Daddy
15. Virgin Love
16. Secret Garden

## Riconoscimenti
| Anno | Premio                           | Categoria                                                    | Ricevente                                                | Risultato       |
| ---- | -------------------------------- | ------------------------------------------------------------ | -------------------------------------------------------- | --------------- |
| 2010 | SBS Drama Awards                 | Premio alla massima eccellenza, attore in un drama speciale  | Hyun Bin                                                 | Vincitore/trice |
| 2010 | SBS Drama Awards                 | Premio alla massima eccellenza, attrice in un drama speciale | Ha Ji-won                                                | Vincitore/trice |
| 2010 | SBS Drama Awards                 | Miglior attrice di supporto in un drama speciale             | Kim Sa-rang                                              | Candidato/a     |
| 2010 | SBS Drama Awards                 | Premio popolarità degli internauti - Drama                   |                                                          | Vincitore/trice |
| 2010 | SBS Drama Awards                 | Premio popolarità degli internauti - attore                  | Hyun Bin                                                 | Vincitore/trice |
| 2010 | SBS Drama Awards                 | Premio popolarità degli internauti - attrice                 | Ha Ji-won                                                | Vincitore/trice |
| 2010 | SBS Drama Awards                 | Miglior dieci stelle                                         | Hyun Bin                                                 | Vincitore/trice |
| 2010 | SBS Drama Awards                 | Miglior dieci stelle                                         | Ha Ji-won                                                | Vincitore/trice |
| 2010 | SBS Drama Awards                 | Premio miglior coppia                                        | Hyun Bin e Ha Ji-won                                     | Vincitore/trice |
| 2011 | Baeksang Arts Awards             | Gran premio per la televisione                               | Hyun Bin                                                 | Vincitore/trice |
| 2011 | Baeksang Arts Awards             | Miglior drama                                                |                                                          | Vincitore/trice |
| 2011 | Baeksang Arts Awards             | Miglior attore (TV)                                          | Hyun Bin                                                 | Candidato/a     |
| 2011 | Baeksang Arts Awards             | Miglior attrice (TV)                                         | Ha Ji-won                                                | Candidato/a     |
| 2011 | Baeksang Arts Awards             | Miglior nuovo attore (TV)                                    | Kim Sung-oh                                              | Candidato/a     |
| 2011 | Baeksang Arts Awards             | Miglior nuova attrice (TV)                                   | Yoo In-na                                                | Vincitore/trice |
| 2011 | Baeksang Arts Awards             | Miglior regista (TV)                                         | Shin Woo-chul                                            | Candidato/a     |
| 2011 | Baeksang Arts Awards             | Miglior sceneggiatura (TV)                                   | Kim Eun-sook                                             | Vincitore/trice |
| 2011 | Seoul International Drama Awards | Eccezionale attore coreano                                   | Hyun Bin                                                 | Candidato/a     |
| 2011 | Seoul International Drama Awards | Fantastica attrice coreana                                   | Ha Ji-won                                                | Candidato/a     |
| 2011 | Seoul International Drama Awards | Eccezionale regista coreano                                  | Shin Woo-chul                                            | Vincitore/trice |
| 2011 | Seoul International Drama Awards | Eccezionale sceneggiatore coreano                            | Kim Eun-sook                                             | Vincitore/trice |
| 2011 | Seoul International Drama Awards | Eccezionale colonna sonora per un drama coreano              | "That Woman" - Baek Ji-young                             | Vincitore/trice |
| 2011 | Korea Drama Awards               | Gran premio                                                  |                                                          | Vincitore/trice |
| 2011 | Korea Drama Awards               | Miglior attrice                                              | Ha Ji-won                                                | Candidato/a     |
| 2011 | Korea Drama Awards               | Miglior attore di supporto                                   | Kim Sung-oh                                              | Candidato/a     |
| 2011 | Korea Drama Awards               | Miglior attrice di supporto                                  | Park Joon-geum                                           | Candidato/a     |
| 2011 | Korea Drama Awards               | Miglior attrice di supporto                                  | Yoo In-na                                                | Candidato/a     |
| 2011 | Korea Drama Awards               | Miglior regista                                              | Shin Woo-chul                                            | Candidato/a     |
| 2011 | Korea Drama Awards               | Miglior sceneggiatore                                        | Kim Eun-sook                                             | Vincitore/trice |
| 2011 | Mnet Asian Music Awards          | Miglior colonna sonora                                       | "That Woman" - Baek Ji-young                             | Vincitore/trice |
| 2011 | Grimae Awards                    | Gran premio                                                  | Heo Dae-sun, Lee Seung-chun (direttori della fotografia) | Vincitore/trice |
| 2011 | Grimae Awards                    | Miglior attrice                                              | Ha Ji-won                                                | Vincitore/trice |
| 2011 | Grimae Awards                    | Miglior direttore delle luci                                 | Park Man-chang                                           | Vincitore/trice |
| 2011 | Korea Content Awards             | Premio del Primo Ministro nel settore della trasmissione     | Kim Eun-sook                                             | Vincitore/trice |